# Ставиньский, Ежи Стефан
Ежи Стефан Ставиньский (1 июля 1921, Закрет, близ Отвоцка, Польша — 12 июня 2010, Варшава, Польша) — польский писатель, сценарист и кинорежиссёр.

## Биография
Окончил Государственную гимназию им. князя Юзефа Понятовского. Затем — на военной службе в школе офицеров запаса связи.
Участник Второй мировой войны. В марте 1940 года вступил в подпольную организацию, которая позднее стала полком АК «Башня». Затем участвовал в Варшавском восстании в качестве командира роты. Провёл год в лагере для военнопленных в Мурнау. После освобождения уехал в Великобританию, где добровольно вступил в польские вооружённые силы.
В 1947 году вернулся на родину.
В 1952 году окончил юридический факультет Варшавского университета.
В 1949 году начал литературную деятельность в качестве переводчика. В 1952 году вышел его первый роман «Свет в тумане». Теме войны посвящены «День рождения молодого варшавянина» (1977).
Повести: «В погоне за Адамом» (1963), «Пингвин» (1965), «Час пик» (1968).
В 1972—1974 годах — художественный директор киностудии «Панорама», в 1977—1981 годах — литературный руководитель киностудии «Иллюзион». В 1969—1974 годах — возглавлял секцию сценаристов.

## Сценарист
- 1957 — Канал
- 1957 — Человек на рельсах
- 1958 — Дезертир
- 1958 — Эроика
- 1959 — Покушение
- 1960 — Косоглазое счастье
- 1960 — Крестоносцы
- 1960 — Цена одного преступления
- 1962 — Любовь в двадцать лет (Франция)
- 1965 — Влюбленный «Пингвин»
- 1966 — Поедем в город (Италия)
- 1970 — В погоне за Адамом
- 1970 — Кто верит в аистов?
- 1973 — Час пик
- 1973 — Большая любовь Бальзака (Польша—Франция)
- 1978 — Обратный билет
- 1979 — Час «В»
- 1979 — Отец королевы
- 1980 — Записки молодого варшавянина
- 1980 — Потому что я помешался для неё
- 2006 — Час пик  (автор пьесы, Россия)
- 2007 — Завтра идём в кино

## Режиссёр
- 1964 —  / Rozwodów nie bedzie
- 1965 — Влюбленный «Пингвин» / Pingwin
- 1966 —  / Wieczór przedswiateczny
- 1971 — Кто верит в аистов? / Kto wierzy w bociany?
- 1974 —  / Godzina szczytu
- 1975 —  / Urodziny Matyldy

## Награды
- Крест Храбрых (1939)
- Бронзовый крест Заслуги с мечами (1943)
- Рыцарский крест ордена Возрождения Польши (1959)
- Офицерский крест ордена Возрождения Польши (1963)
- Командорский крест ордена Возрождения Польши (1975)
- Награда Министра культуры и искусств ПНР первой степени (1977)
- Награда столичного города Варшавы (1979)
- Заслуженный деятель культуры Польши (1981)
- Золотая медаль «За заслуги в культуре Gloria Artis» (2006)
- Награда «Орел» польских кинематографистов за 2010 год